# Светско првенство у кошарци 1982.
Светско првенство у кошарци 1982. било је 9. по реду, а одржано је у Колумбији од 15. до 28. августа 1982. Совјетски Савез је освојио златну медаљу, Сједињене Америчке Државе су освојиле сребрну медаљу док је Југославија освојила бронзану медаљу.

## Дворане
| Група A             | Група B                | Група C              | Утакмице разигравања | Завршница         |
| Богота              | Медељин                | Букараманга          | Кукута               | Кали              |
| ------------------- | ---------------------- | -------------------- | -------------------- | ----------------- |
| Кубијерто ел Кампин | Кубијерто Иван де Бедо | Висенте Дијаз Ромеро | Тото Хернандез       | Ел Пуебло         |
| Капацитет: 10.000   | Капацитет: 10.000      | Капацитет: 5.000     | Капацитет: 6.000     | Капацитет: 18.000 |
|                     |                        |                      |                      |                   |

## Учесници
| Група A                                                             | Група B                                                 | Група C                                       |
| ------------------------------------------------------------------- | ------------------------------------------------------- | --------------------------------------------- |
| Кина · Панама · Шпанија · Сједињене Државе                          | Аустралија · Бразил · Обала Слоноваче · Совјетски Савез | Канада · Чехословачка · Уругвај · Југославија |
| Колумбија – као домаћин аутоматски се пласирала у полуфиналну рунду |                                                         |                                               |

## Прелиминарна фаза

### Група А
| Група A          |          |         |
| Шпанија          | 88 — 85  | Панама  |
| Сједињене Државе | 96 — 73  | Кина    |
| Сједињене Државе | 100 — 79 | Панама  |
| Кина             | 78 — 108 | Шпанија |
| Панама           | 121 — 92 | Кина    |
| Сједињене Државе | 99 — 109 | Шпанија |

| Репрезентација   | Оди. | Поб. | Нер. | Пор. | Кош разлика | Бод. |
| ---------------- | ---- | ---- | ---- | ---- | ----------- | ---- |
| Шпанија          | 3    | 3    | 0    | 0    | 305 − 262   | 6    |
| Сједињене Државе | 3    | 2    | 0    | 1    | 295 − 261   | 5    |
| Панама           | 3    | 1    | 0    | 2    | 285 − 280   | 4    |
| Кина             | 3    | 0    | 0    | 3    | 243 − 325   | 3    |

### Група B
| Група B         |          |                 |
| Совјетски Савез | 129 — 80 | Обала Слоноваче |
| Бразил          | 73 — 75  | Аустралија      |
| Совјетски Савез | 108 — 69 | Аустралија      |
| Обала Слоноваче | 79 — 102 | Бразил          |
| Аустралија      | 80 — 59  | Обала Слоноваче |
| Совјетски Савез | 99 — 92  | Бразил          |

| Репрезентација  | Оди. | Поб. | Нер. | Пор. | Кош разлика | Бод. |
| --------------- | ---- | ---- | ---- | ---- | ----------- | ---- |
| Совјетски Савез | 3    | 3    | 0    | 0    | 336 − 241   | 6    |
| Аустралија      | 3    | 2    | 0    | 1    | 224 − 240   | 5    |
| Бразил          | 3    | 1    | 0    | 2    | 267 − 253   | 4    |
| Обала Слоноваче | 3    | 0    | 0    | 3    | 218 − 311   | 3    |

### Група C
| Група C     |          |              |
| Канада      | 87 — 78  | Уругвај      |
| Југославија | 101 — 80 | Чехословачка |
| Југославија | 101 — 77 | Уругвај      |
| Канада      | 104 — 99 | Чехословачка |
| Уругвај     | 84 — 111 | Чехословачка |
| Југославија | 88 — 78  | Канада       |

| Репрезентација | Оди. | Поб. | Нер. | Пор. | Кош разлика | Бод. |
| -------------- | ---- | ---- | ---- | ---- | ----------- | ---- |
| Југославија    | 3    | 3    | 0    | 0    | 290 − 235   | 6    |
| Канада         | 3    | 2    | 0    | 1    | 269 − 265   | 5    |
| Чехословачка   | 3    | 1    | 0    | 2    | 290 − 289   | 4    |
| Уругвај        | 3    | 0    | 0    | 3    | 239 − 299   | 3    |

## Полуфинална рунда
|                  |          |                  |
| Колумбија        | 84 — 137 | Шпанија          |
| Сједињене Државе | 71 — 69  | Канада           |
| Колумбија        | 63 — 72  | Аустралија       |
| Шпанија          | 93 — 90  | Канада           |
| Колумбија        | 88 — 97  | Југославија      |
| Шпанија          | 93 — 106 | Совјетски Савез  |
| Аустралија       | 91 — 105 | Југославија      |
| Сједињене Државе | 99 — 93  | Совјетски Савез  |
| Колумбија        | 79 — 107 | Канада           |
| Аустралија       | 86 — 110 | Сједињене Државе |
| Канада           | 83 — 114 | Совјетски Савез  |
| Југославија      | 81 — 88  | Сједињене Државе |
| Канада           | 78 — 84  | Аустралија       |
| Југославија      | 108 — 91 | Шпанија          |
| Колумбија        | 76 — 143 | Совјетски Савез  |
| Шпанија          | 99 — 87  | Аустралија       |
| Колумбија        | 83 — 100 | Сједињене Државе |
| Совјетски Савез  | 99 — 94  | Југославија      |

| Репрезентација   | Оди. | Поб. | Нер. | Пор. | Кош разлика | Бод. |
| ---------------- | ---- | ---- | ---- | ---- | ----------- | ---- |
| Сједињене Државе | 6    | 5    | 0    | 1    | 767 − 521   | 11   |
| Совјетски Савез  | 6    | 5    | 0    | 1    | 457 − 429   | 11   |
| Југославија      | 6    | 4    | 0    | 2    | 573 − 535   | 10   |
| Шпанија          | 6    | 4    | 0    | 2    | 622 − 574   | 10   |
| Аустралија       | 6    | 2    | 0    | 4    | 489 − 563   | 8    |
| Канада           | 6    | 1    | 0    | 5    | 505 − 529   | 7    |
| Колумбија        | 6    | 0    | 0    | 6    | 473 − 656   | 6    |

## Завршница

### За 3. место
| 28. август |  | Југославија | 119 : 117 | Шпанија | Кали |  |

### Финале
| 28. август |                  | Совјетски Савез | 95 : 94   | Сједињене Државе | Кали |  |
| 28. август | Поени: Мишкин 29 |                 | Риверс 24 |                  | Кали |  |

## Награде
| Светски првак 1982.          |
| ---------------------------- |
| Совјетски Савез Трећа титула |

| Најкориснији играч (МВП) |
| ------------------------ |
| Роландо Фразер           |

### Најбољи тим првенства
- Док Риверс
- Драган Кићановић
- Хуан Антонио Сан Епифанио
- Владимир Ткаченко
- Анатолиј Мишкин

## Коначан пласман
| Пласман | Репрезентација  | Скор |
| ------- | --------------- | ---- |
| 1       | СССР            | 8–1  |
| 2       | САД             | 7–2  |
| 3       | Југославија     | 7–2  |
| 4       | Шпанија         | 6–3  |
| 5       | Аустралија      | 4–4  |
| 6       | Канада          | 3–5  |
| 7       | Колумбија       | 0–6  |
| 8       | Бразил          | 4–3  |
| 9       | Панама          | 4–3  |
| 10      | Чехословачка    | 4–3  |
| 11      | Уругвај         | 2–5  |
| 12      | Кина            | 1–6  |
| 13      | Обала Слоноваче | 0–7  |